# Узел (машиностроение)
Узел (машиностроение) — сборочная единица, которая может собираться отдельно от других составных частей изделия или изделия в целом и выполнять определенную функцию в изделиях одного назначения только совместно с другими составными частями.
Узел в зависимости от конструкции может состоять из отдельных узлов, сборочных единиц, деталей или их комбинаций. Сложные узлы могут включать несколько простых узлов (подузлов); например, редуктор включает подшипники, валы с насажденными на них зубчатыми колесами и т. п.
Технологическая особенность узла — возможность его сборки независимо от других частей изделия.
Характерными примерами узлов могут быть сварные корпуса, гидро- и пневмоцилиндры, планетарные механизмы, тормозные устройства, шпиндельные блоки, обгонные муфты, предохранительные клапаны и т. д.
На n-м этапе сборки всего изделия различают узлы n-го порядка (первого, второго и т. д.).
Иногда сборочные единицы не имеют завершённых функциональных возможностей и, следовательно, не являются узлами.